# Haim Saban
Haim Saban (in ebraico חיים סבן‎?; Alessandria d'Egitto, 15 ottobre 1944) è un imprenditore e produttore televisivo israeliano naturalizzato statunitense, classificato dalla rivista Forbes come il centoduesimo uomo più ricco del mondo.

## Biografia
Proveniente da una famiglia di modeste origini, Haim Saban rimase ad Alessandria d'Egitto, dove era nato, sino ai dodici anni, per poi trasferirsi insieme alla famiglia a Tel Aviv in Israele.
Saban iniziò la propria carriera nel mondo dell'intrattenimento come organizzatore di concerti, ma a seguito di un fallimento nel 1973 dovette fermarsi, e preferì trasferirsi a vivere in Francia. Qui Saban fonda un'etichetta discografica insieme all'amico e connazionale Shuki Levy e trova i primi successi come produttore discografico di colonne sonore di serie televisive di successo come Goldrake, Candy Candy, Starsky & Hutch e Dallas.
Negli Stati Uniti, Saban diventa famoso come produttore televisivo e fondatore della Saban Entertainment nel 1988. Durante questo periodo, Haim Saban e Shuki Levy diventano celebri per le colonne sonore di vari programmi degli anni ottanta, sia di produzione Saban (come Kidd Video e Maple Town), sia per prodotti di altre compagnie (come L'ispettore Gadget, M.A.S.K., Dinosaucers, Dragon Quest, He-Man e i dominatori dell'universo e She-Ra, la principessa del potere). Nel 1998, The Hollywood Reporter riportò che in effetti Saban non aveva composto tutte le colonne sonore per il quale era stato accreditato. Negli anni novanta la Saban Entertainment divenne famosissima in tutto il mondo per la produzione di serie come Power Rangers, Masked Rider - Il cavaliere mascherato, VR Troopers e Beetleborgs - Quando si scatena il vento dell'avventura, adattamenti occidentali di produzioni tokusatsu giapponese.
Nel 1995, ha avviato una joint venture con Rupert Murdoch per lanciare il canale per bambini Fox Kids. Rupert Murdoch ha venduto la propria partecipazione alla Disney nel 2001 per $ 5,3 miliardi. Il repertorio musicale della Saban Entertainment, tuttavia, è rimasto il possesso di Haim Saban.
Sono piuttosto risapute anche le tendenze politiche di Saban, simpatizzante per il Partito Laburista Israeliano ed attivista del Partito Democratico negli Stati Uniti, al quale ha contribuito anche con generose donazioni..

## Filmografia parziale

### Produttore
- Cesar Chavez, regia di Diego Luna (2014)
- Power Rangers, regia di Dean Israelite (2017)